# Cameron Harper (Fußballspieler, 19. November 2001)
Cameron Harper (* 19. November 2001 in Sacramento) ist ein US-amerikanischer Fußballspieler, der bei den New York Red Bulls unter Vertrag steht.

## Karriere

### Verein
Der in Sacramento, Kalifornien, geborene Harper spielte zwischen 2015 und 2018 in seiner Heimat beim Pateadores SC. Im August 2018 wechselte er zu Celtic Glasgow nach Schottland. Fortan spielte er in den Jugendmannschaften des Vereins beginnend mit der U18. Im Jahr 2019 verlor Harper trotz eines selbst erzielten Tors mit der U20 von Celtic das Finale im Glasgow Cup gegen die Rangers mit 2:3. Nachdem sich die erste Mannschaft von Celtic im Januar 2021 im Kurztrainingslager in Dubai aufgehalten hatte, wurde Christopher Jullien nach der Rückkehr nach Glasgow positiv auf das Coronavirus getestet, woraufhin er und 13 weitere Spieler sowie Trainer Neil Lennon und sein Assistent John Kennedy sich in Quarantäne begaben. Infolgedessen wurde Harper am 11. Januar 2021 in den Profikader der Scottish Premiership berufen. Gegen Hibernian Edinburgh feierte er unter Interimstrainer Gavin Strachan sein Debüt als Profi, als er beim 1:1-Unentschieden in der Startelf stand.
Im März 2021 wechselte Harper zu den New York Red Bulls.

### Nationalmannschaft
Cameron Harper spielt seit dem Jahr 2020 in der U20-Nationalmannschaft der USA.